# Ceanothus velutinus
Ceanothus velutinus là một loài thực vật có hoa trong họ Táo. Loài này được Douglas ex Hook. mô tả khoa học đầu tiên năm 1831.

## Hình ảnh

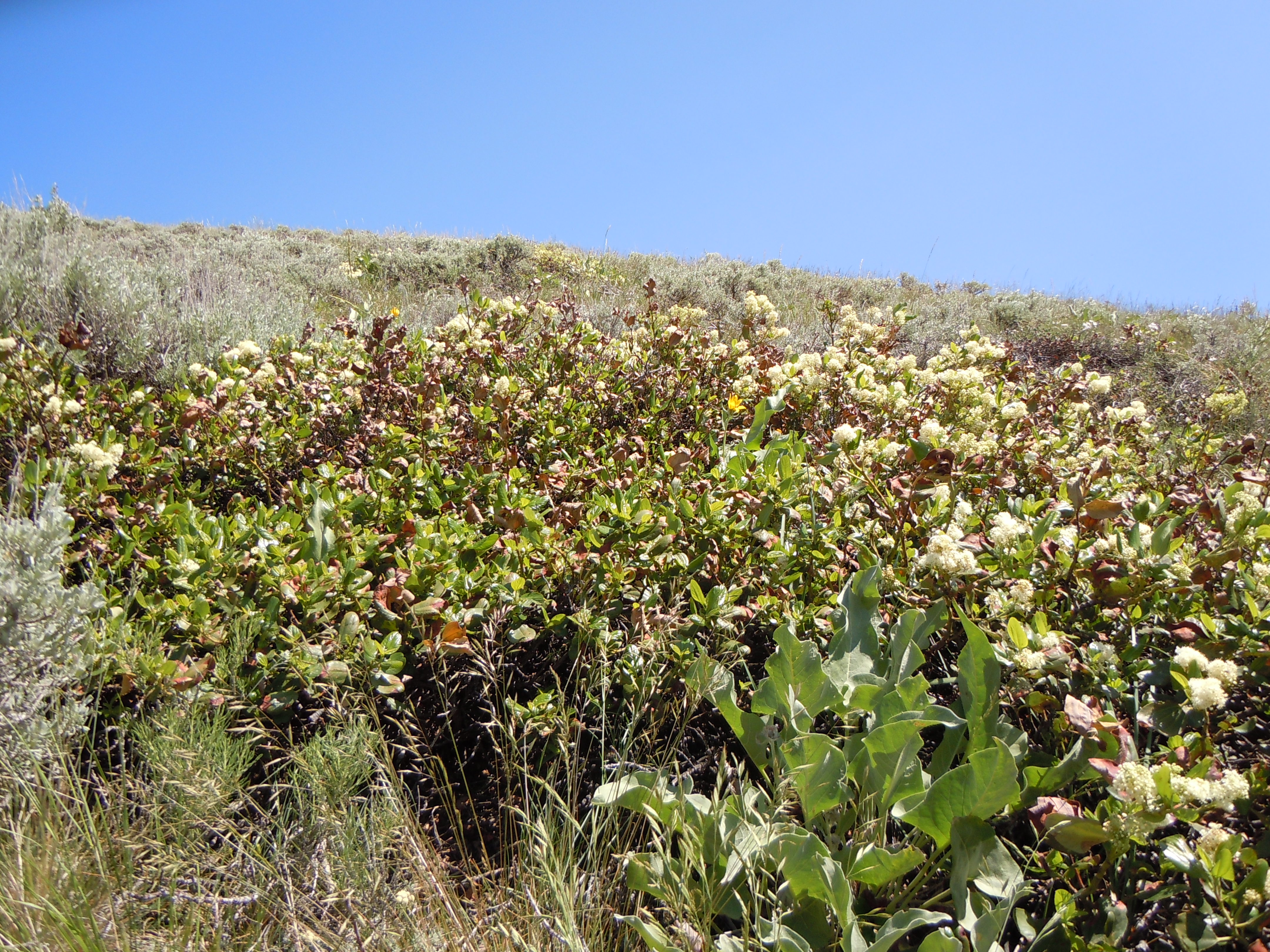
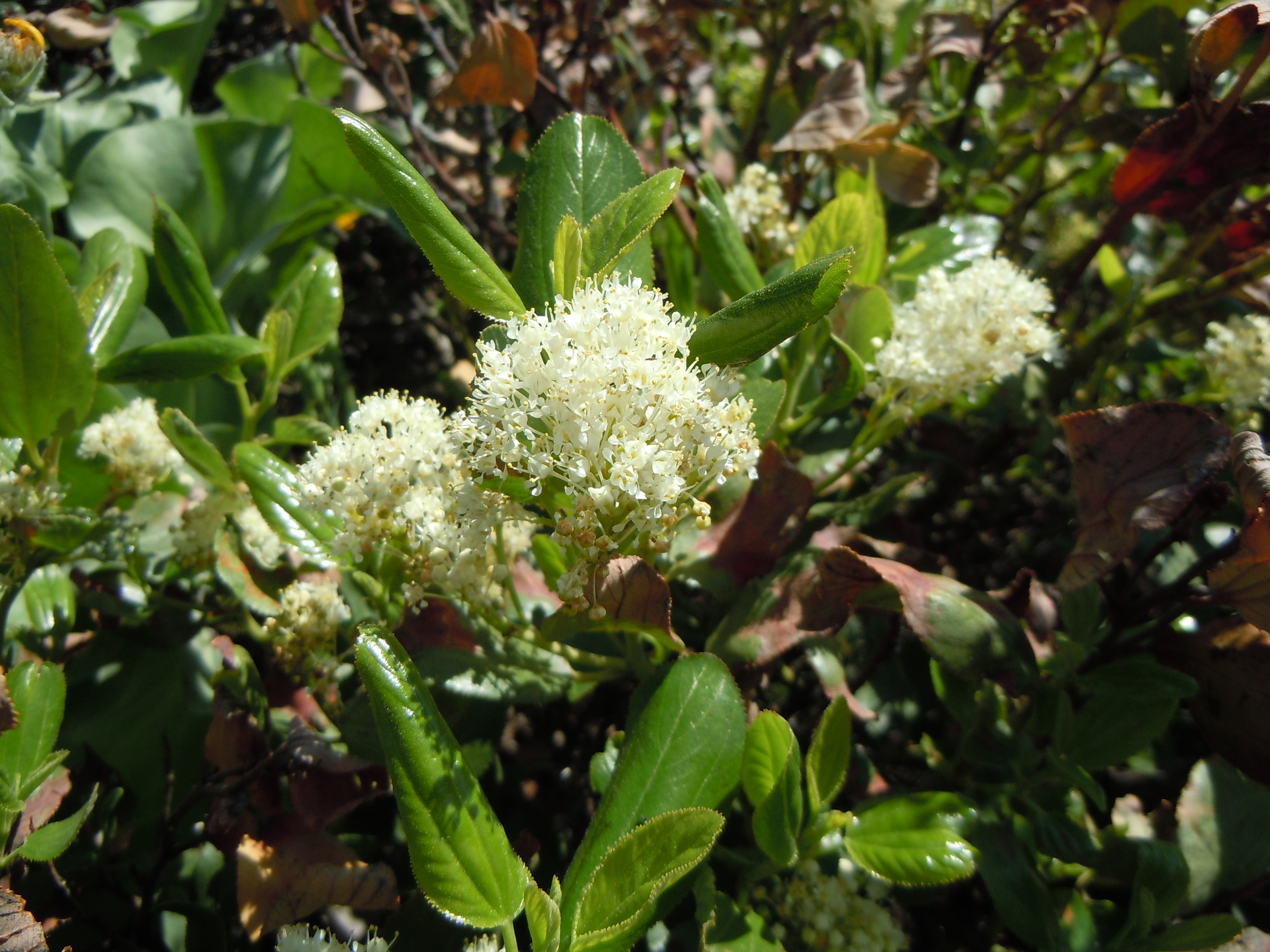
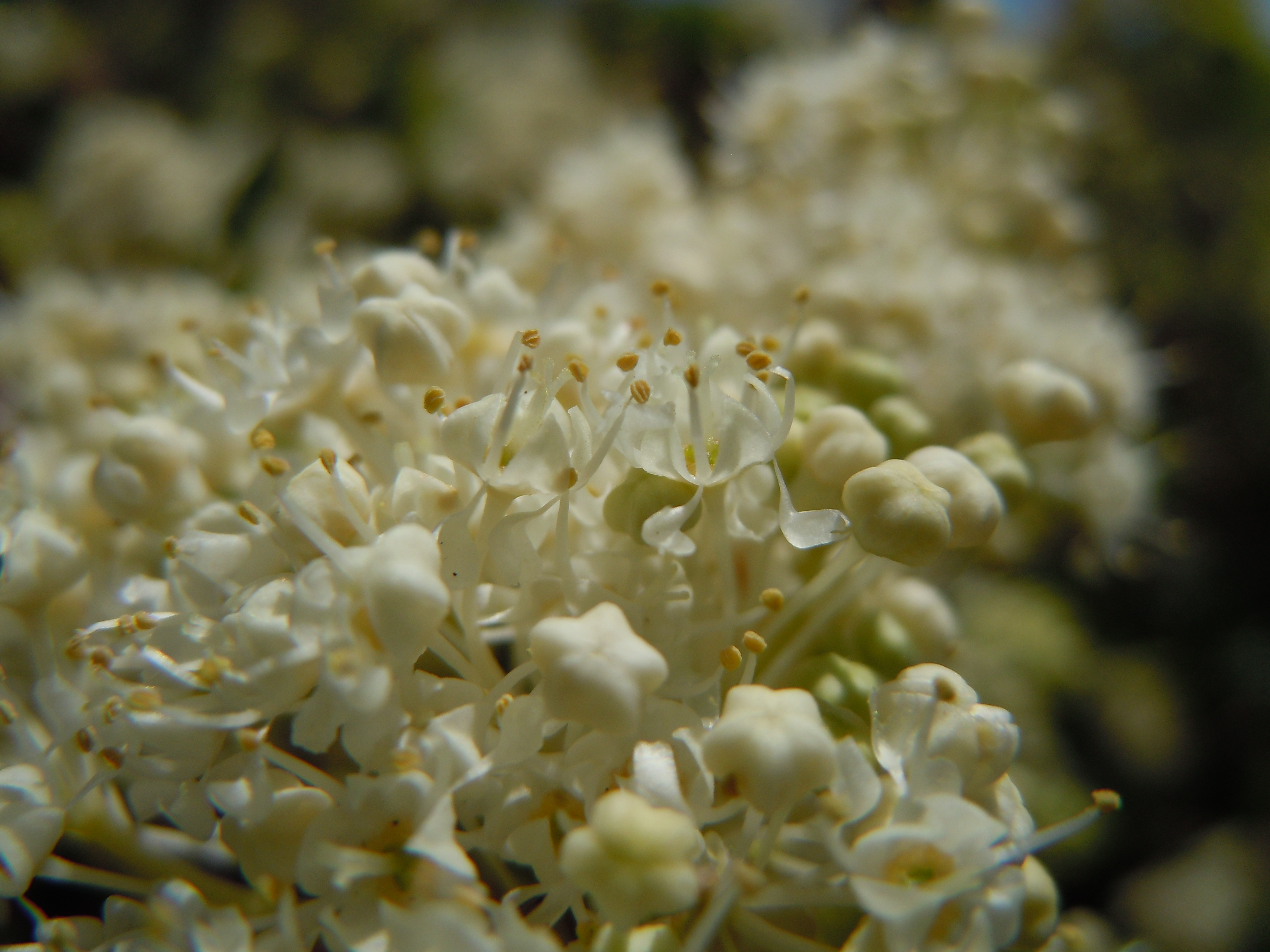
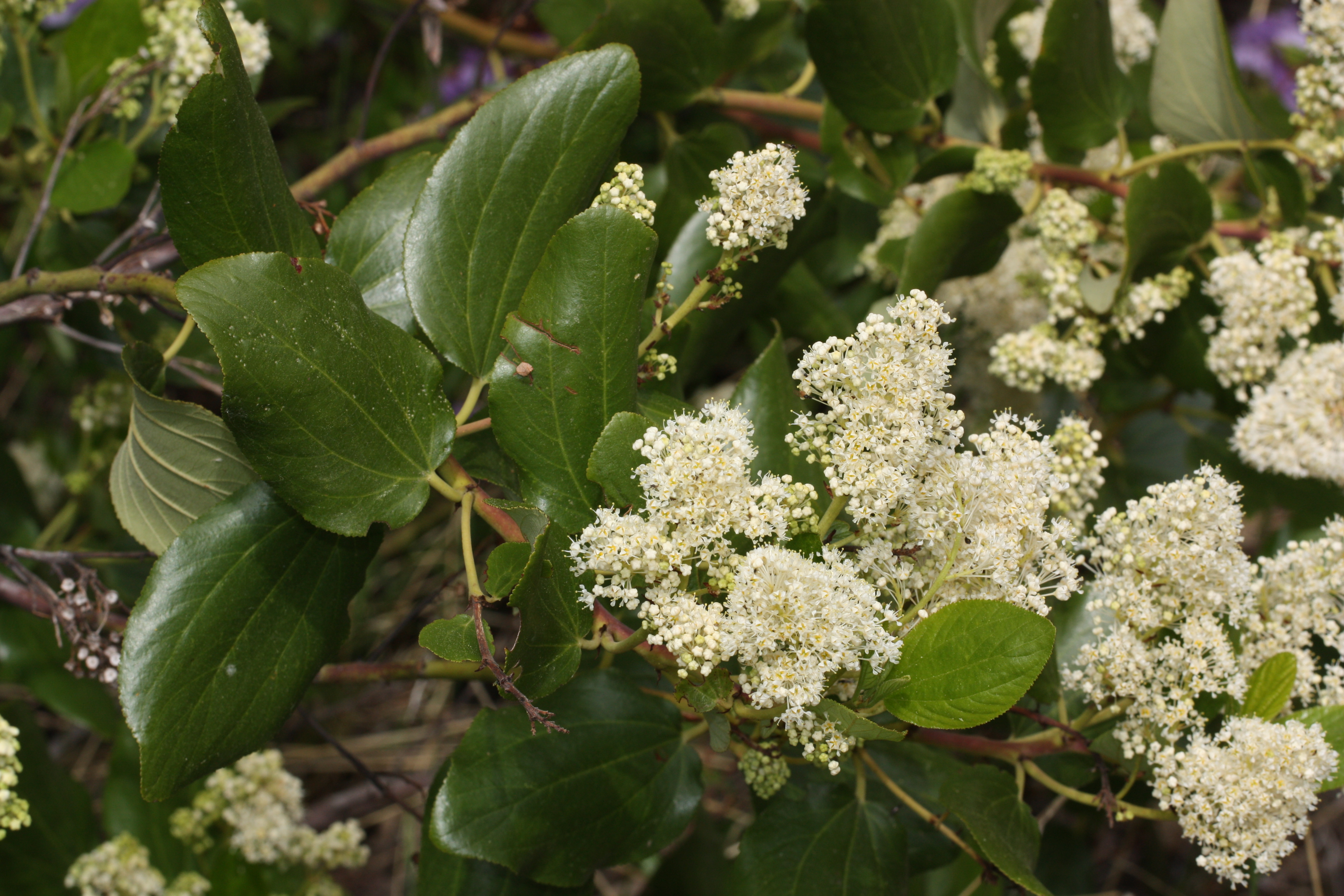